# Ugo II di Borgogna
Ugo II di Borgogna detto il Pacifico, in francese Hugues II de Bourgogne dit le Pacifique (1084 – 6 febbraio 1143) fu duca di Borgogna dal 1103 alla sua morte.

## Origine
Secondo il monaco e cronista inglese, Orderico Vitale, era il figlio maschio primogenita del duca di Borgogna Oddone I (1058-1102) e della moglie, Matilde di Borgogna, nota anche come Sibilla di Borgogna (circa 1064 – dopo il 1087), figlia, sempre secondo Orderico Vitale del conte di Borgogna Guglielmo I (1020-1087) e della terza contessa di Vienne, Stefania (1035 – 1088); la paternità di Ugo ci viene confermata anche dalla Chronica Albrici Monachi Trium Fontium.
Oddone I di Borgogna era il figlio secondogenito dell'erede del ducato di Borgogna, Enrico(figlio secondogenito del duca di Borgogna, Roberto I) e di Sibilla di Barcellona(ca. 1035- dopo il 6 luglio 1074), che secondo lo storico Szabolcs de Vajay, era figlia del conte di Barcellona, Gerona e Osona, Berengario Raimondo I e della moglie (come risulta dalle Europäische Stammtafeln, vol II, 58 -non consultate-), Guisla de Lluçà, figlia del vicario di Balsareny il Signore di Lluça e Villanova, Sunifredo II e di sua moglie, Ermesinda di Balsareny
Elena era cugina del primo re di Portogallo, dal 1139, Alfonso Henriques, che era figlio del fratello di suo padre Oddone, Enrico (1066-1112), che, vassallo del re di Castiglia, Alfonso VI, divenne signore feudale della contea del Portogallo sposando, nel 1093, la figlia illegittima di Alfonso VI, Teresa di León.

## Biografia
Suo padre, Oddone I, non aveva partecipato alla prima crociata, così, secondo lo storico francese specializzato nella genealogia dei personaggi dell'Alto Medioevo, Patrick Van Kerrebrouck, assieme a Stefano II di Blois, Ugo I di Vermandois, ed altri, si aggredò alla Crociata del 1101; prima di partire Oddone aveva designato il figlio maschio primogenito, Ugo, reggente del ducato in sua assenza e prima di partire aveva fatto una donazione all'abbazia di Cluny, assieme ai figli, Ugo ed Enrico, come ci viene confermato dal documento n° 3809 del Recueil des chartes de l'abbaye de Cluny. Tome 5; l'esercito di cui faceva parte Oddone I fu sconfitto a Eraclea, nel settembre di quello stesso anno. I sopravvissuti raggiunsero la Cilicia, dove, sempre secondo Patrick Van Kerrebrouck, traditi dall'imperatore, Alessio I Comneno, caddero nelle mani dei Musulmani; Oddone morì a Tarso, nel 1103, senza mai raggiungere Gerusalemme.

Alla morte del padre, Ugo divenne duca di Borgogna e al momento di assumere la carica assunse anche il nome di Borrel, come risulta dal documento n° 173 del Cartoulaire de l'abbaye de Molesme (non consultato); anche la Histoire généalogique des ducs de Bourgogne de la maison de Francelo cita come Borel le pacifique.
Nel 1109, come ci conferma la Histoire généalogique des ducs de Bourgogne de la maison de France, Ugo combatté sotto le bandiere del re di Francia, Luigi VI il Grosso contro Enrico I d'Inghilterra, duca di Normandia e re d'Inghilterra, che, in quell'anno, aveva iniziato le ostilità contro Luigi VI e, nel 1111, riuscì a mettere insieme una formidabile coalizione contro il re di Francia che comprendeva, tra gli altri, Tebaldo IV di Blois, conte di Blois, di Chartres, di Meaux e di Châteaudun, suo zio, Ugo I di Champagne, conte di Troyes, e Ugo di Le Puiset. La ribellione si concluse nel 1113 con il trattato che riconosceva a Enrico I la sovranità anche sulla Bretagna e sul Maine. Ugo si mantenne sempre fedele a Luigi VI anche negli anni successivi; infatti la guerra riprese nel 1116, con continue scaramucce nel Vexin. Nel 1119 Luigi VI, dopo aver occupato la piazzaforte di Les Andelys, attaccò Enrico nella vicina piana di Brémule, nei pressi di Gaillardbois-Cressenville, ma fu sconfitto e umiliato. Luigi VI il Grosso nella battaglia di Brémule abbandonò il suo cavallo e le sue insegne al nemico e dovette riparare nella pazzaforte di Les Andelys, dopo aver girovagato nella foresta di Musegros.
Nel 1124, il re d'Inghilterra e duca di Normandia, Enrico I Beauclerc si era alleato col proprio genero, l'imperatore germanico Enrico V (Enrico V aveva sposato Matilde, l'unica figlia legittima di Enrico I, il 7 gennaio 1114, a Magonza), che invase la contea di Champagne, arrivando sino a Reims, dove si fermò, perché lo attendeva un imponente esercito, che lo costrinse a rientrare in Germania. La maggior parte dei feudatari francesi si era allineata col proprio re, Luigi VI il Grosso, anche coloro che dieci anni prima si erano alleati col re d'Inghilterra, Enrico I Beauclerc.
Sugerio di Saint-Denis, nel suo libro Vie de Louis VI le Gros, sostiene che Luigi VI beneficiò dell'aiuto di « [...] una tale quantità di cavalieri e di gente che si sarebbero dette cavallette che nascondevano agli occhi la superficie della terra.» e facendo l'elenco dei nobili presenti, tra gli altri, annovera il duca Ugo II di Borgogna, il conte Guglielmo II di Nevers, il conte Rodolfo di Vermandois, il conte Tebaldo IV di Blois, il conte Ugo I di Champagne, il conte Carlo I delle Fiandre detto il Buono, il duca Guglielmo IX d'Aquitania, il conte Folco V d'Angiò e il duca Conan III di Bretagna.
All'infuori di questi due conflitti che si svolsero fuori dal suo ducato, ci furono pochissimi conflitti contro di lui, a tal punto da soprannominarlo "il pacifico", come ci viene ricordato dalla Histoire généalogique des ducs de Bourgogne de la maison de France e ci informa che Ugo II, assieme alla moglie, Matilde, fece diverse donazioni: all'abbazia di San Benigno, nel 1125, al monastero di Citeaux e all'abbazia di santo Stefano di Digione, nel 1131.
Ugo morì nel 1143 (la Histoire généalogique des ducs de Bourgogne de la maison de France riporta la morte, nel 1142) lasciando il ducato al figlio maschio primogenito, Oddone.
Ugo fu sepolto	nell'Abbazia di Cîteaux, accanto al padre, Oddone I.

## Matrimonio e discendenza
Verso il 1115, Ugo, secondo la Histoire généalogique des ducs de Bourgogne de la maison de France, aveva sposato Matilde di Mayenne, figlia di Bosone I di Turenna, visconte di Turenna (anche se prima aveva ipotizzato che potesse essere figlia di Raimondo di Saint-Gilles, conte di Saint-Gilles, marchese di Gotia, Conte di Tolosa, che fu uno dei baroni della Prima Crociata (Crociata dei baroni) e, dal 1102,fu anche conte di Tripoli); Matilde, secondo gli Obituaires de Lyon II, Diocèse de Chalon-sur-Saône, Abbaye chef d'ordre de Cîteaux (non consultato) morì l'8 febbraio senza precisarne l'anno, ma fu dopo il 1162.
Ugo da Matilda di Mayenne ebbe dodici figli:
- Angelina (1116[23]/18[12]-1163[23]/dopo il 1167[12]), sposò Ugo I di Vaudémont[3][24]
- Clemenza (1117-?), che secondo le Europäische Stammtafeln[6], vol III, 435 (non consultato), sposò Enrico III di Donzy († 1187)[12]
- Oddone[20] (1118-1162), duca di Borgogna[20]
- Gautiero[3] (1120-1180), arcivescovo di Beçason (1161-1163) poi vescovo-duca di Langres (pari di Francia) (1163-1180), come conferma la Histoire généalogique des ducs de Bourgogne de la maison de France,[25]
- Ugo il Rosso[3] (1121-1171), sposò nel 1149, Isabella figlia di Guglielmo I conte di Chalon, come confermano gli Obituaire de Beaune (non consultato)[12], e, nel 1166, Margherita, la figlia del signore di Navilly, come confermano gli Recueil des pancartes de l'abbaye de La Ferté-sur-Grosne (non consultato)[12], divenendone signore
- Roberto (1122-1140), vescovo di Autun, come conferma la Histoire généalogique des ducs de Bourgogne de la maison de France,[26]
- Enrico[3] (1124 - 1170), signore di Flavigny, poi vescovo di Autun, come conferma la Histoire généalogique des ducs de Bourgogne de la maison de France,[21]
- Raimondo[3] (1125 - 1156), conte di Grignon sposò Agnese signora di Montpensier, figlia del signore di Montpensier, Guido, come conferma la Histoire généalogique des ducs de Bourgogne de la maison de France[21]
- Sibilla (1126-1150), nel 1149, sposò il re di Sicilia, Ruggero II, come conferma la Histoire généalogique des ducs de Bourgogne de la maison de France,[27]
- Dolce (1128-?), signora di Saint-Julien, che secondo le Europäische Stammtafeln[6], vol II, 20 (non consultato), sposò Raimondo di Grancey.
- Matilda (1130-?), sposò Guglielmo VII di Montpellier[3][28]
- Arembourge (1132-?), suora, come conferma la Histoire généalogique des ducs de Bourgogne de la maison de France,[29].

## Ascendenza
|                         |                       |                                     | Genitori                       |  |  | Nonni |  |  | Bisnonni              |  |  | Trisnonni             |  |
|                         |                       |                                     |                                |  |  |       |  |  | Roberto I di Borgogna |  |  | Roberto II di Francia |  |
|                         |                       |                                     |                                |  |  |       |  |  | Roberto I di Borgogna |  |  | Roberto II di Francia |  |
|                         |                       | Costanza d'Arles                    |                                |  |  |       |  |  | Roberto I di Borgogna |  |  |                       |  |
| Enrico di Borgogna      |                       |                                     |                                |  |  |       |  |  | Roberto I di Borgogna |  |  |                       |  |
|                         |                       | Hélie de Semur                      | Dalmazio di Semur              |  |  |       |  |  |                       |  |  |                       |  |
|                         |                       | Hélie de Semur                      | Dalmazio di Semur              |  |  |       |  |  |                       |  |  |                       |  |
|                         |                       | Hélie de Semur                      | Aremburga                      |  |  |       |  |  |                       |  |  |                       |  |
| Oddone I di Borgogna    |                       | Hélie de Semur                      |                                |  |  |       |  |  |                       |  |  |                       |  |
|                         |                       | Berengario Raimondo I di Barcellona | Raimondo Borrell di Barcellona |  |  |       |  |  |                       |  |  |                       |  |
|                         |                       | Berengario Raimondo I di Barcellona | Raimondo Borrell di Barcellona |  |  |       |  |  |                       |  |  |                       |  |
|                         |                       | Berengario Raimondo I di Barcellona | Ermesinda di Carcassonne       |  |  |       |  |  |                       |  |  |                       |  |
| Sibilla di Barcellona   |                       | Berengario Raimondo I di Barcellona |                                |  |  |       |  |  |                       |  |  |                       |  |
|                         |                       | Guilla (o Guisla) de Lluça          | Sunifredo II de Lluça          |  |  |       |  |  |                       |  |  |                       |  |
|                         |                       | Guilla (o Guisla) de Lluça          | Sunifredo II de Lluça          |  |  |       |  |  |                       |  |  |                       |  |
|                         |                       | Guilla (o Guisla) de Lluça          | Ermenesinda di Balsareny       |  |  |       |  |  |                       |  |  |                       |  |
| Ugo II di Borgogna      |                       | Guilla (o Guisla) de Lluça          |                                |  |  |       |  |  |                       |  |  |                       |  |
|                         | Rinaldo I di Borgogna | Ottone I Guglielmo di Borgogna      |                                |  |  |       |  |  |                       |  |  |                       |  |
|                         | Rinaldo I di Borgogna | Ottone I Guglielmo di Borgogna      |                                |  |  |       |  |  |                       |  |  |                       |  |
|                         | Rinaldo I di Borgogna | Ermentrude di Roucy                 |                                |  |  |       |  |  |                       |  |  |                       |  |
| Guglielmo I di Borgogna | Rinaldo I di Borgogna |                                     |                                |  |  |       |  |  |                       |  |  |                       |  |
|                         |                       | Alice di Normandia                  | Riccardo II di Normandia       |  |  |       |  |  |                       |  |  |                       |  |
|                         |                       | Alice di Normandia                  | Riccardo II di Normandia       |  |  |       |  |  |                       |  |  |                       |  |
|                         |                       | Alice di Normandia                  | Giuditta di Bretagna           |  |  |       |  |  |                       |  |  |                       |  |
| Matilde di Borgogna     |                       | Alice di Normandia                  |                                |  |  |       |  |  |                       |  |  |                       |  |
|                         |                       | …                                   | …                              |  |  |       |  |  |                       |  |  |                       |  |
|                         |                       | …                                   | …                              |  |  |       |  |  |                       |  |  |                       |  |
|                         |                       | …                                   | …                              |  |  |       |  |  |                       |  |  |                       |  |
| Stefania di Borgogna    |                       | …                                   |                                |  |  |       |  |  |                       |  |  |                       |  |
|                         |                       | …                                   | …                              |  |  |       |  |  |                       |  |  |                       |  |
|                         |                       | …                                   | …                              |  |  |       |  |  |                       |  |  |                       |  |
|                         |                       | …                                   | …                              |  |  |       |  |  |                       |  |  |                       |  |
|                         |                       | …                                   |                                |  |  |       |  |  |                       |  |  |                       |  |

### Fonti primarie
- (LA)  Saeculum XII. Orderici Vitalis,... Historia ecclesiastica.
- (LA)  Orderici Vitalis, Historiae ecclesiasticae libri tredecim. Tome 5.
- (LA)  Recueil des chartes de l´abbaye de Saint-Germain-des-Prés, tome I.
- (LA)  Monumenta Germaniae Historica, Scriptores, tomus XXIII.
- (LA)  Chronique de l'abbaye de Saint-Bénigne de Dijon.
- (LA)  Recueil des chartes de l'abbaye de Cluny. Tome 4.
- (LA)  Recueil des chartes de l'abbaye de Cluny. Tome 5.
- (LA)  Alberti Aquensis Historia Hierosolymitana.
- (LA)  Sugerius Sancti Dionysii Abbas, Vita Ludovici regis VI. Qui Grossus dictus.
- (LA)  Histoire de l'abbaye royale et de la ville de Tournus, avec les preuves.

### Letteratura storiografica
- Z.N. brooke, "La Germania sotto Enrico IV e Enrico V", cap. XIII, vol. IV (La riforma della chiesa e la lotta fra papi e imperatori) della Storia del Mondo Medievale, 1979, pp. 422–482
- Louis Alphen, '"La Francia: Luigi VI e Luigi VII (1108-1180)", cap. XVII, vol. V (Il trionfo del papato e lo sviluppo comunale) della Storia del Mondo Medievale, 1980, pp. 705–739
- (FR)  Histoire des ducs de Bourgogne de la race capétienne.
- (FR)  Histoire généalogique des ducs de Bourgogne de la maison de France.